# Cimpor
Cimpor или Cimentos de Portugal, SGPS, S.A. — крупнейшая в Португалии компания по производству цемента, а также бетона, растворов, извести и других строительных материалов. Функционирует в 11 странах: Португалия, Испания, Марокко, Бразилия, Тунис, Турция, Кабо-Верде, Мозамбик, Китай, Египет и ЮАР.
На территории Португалии у компании имеются крупные заводы в городах Коимбра, Вила-Франка-де-Шира, Лоле и Фигейра-да-Фош.
Ценные бумаги Cimpor находятся в листинге биржи Euronext Lisbon, а также включены в фондовый индекс PSI-20. С февраля 2010 года крупнейшими акционерами компании являются два бразильских консорциума — Camargo Corrêa, которая приобрела 28,6% акций, и Votorantim Group, выкупившая 21,2% акций у французской Lafarge и португальского Cinveste. Благодаря этому Cimpor избежала поглощения со стороны бразильской сталелитейной компании Companhia Siderúrgica Nacional. В конце 2009 года она сделала предложение о покупке цементной группы за €3,9 миллиарда.